# Don Burgess
Don Michael Burgess (Santa Monica, 28 maggio 1956) è un direttore della fotografia statunitense.
Assiduo collaboratore del regista Robert Zemeckis a partire da Forrest Gump (1994), per il quale gli è valsa inoltre una candidatura all'Oscar per la migliore fotografia.

## Biografia
Cresciuto a Pacific Palisades, è introdotto alla passione del cinema dal padre cineamatore. Nel 1976 partecipa, come assistente dell'operatore della seconda unità Johnny Stephens, alle riprese on location nella Repubblica Dominicana del film Il salario della paura diretto da William Friedkin. Abbandona gli studi di architettura per studiare cinema all'Art College of Design di Los Angeles.
Per diversi anni lavora come operatore di commercial e documentari, spesso in location e situazioni impegnative, un'esperienza che nel corso degli anni ottanta mette a frutto come operatore di scene d'azione o direttore della fotografia della seconda unità di grandi produzioni spettacolari, come Sheena, regina della giungla (1984) diretto da John Guillermin e fotografato da Pasqualino De Santis, o A 30 secondi dalla fine (1985) diretto da Andrej Končalovskij e fotografato da Alan Hume, mentre come direttore della fotografia realizza film di minor importanza, spesso a basso budget o di produzione televisiva.
È appunto nel ruolo di direttore della fotografia della seconda unità che Burgess inizia il fortunato sodalizio professionale con il regista Robert Zemeckis, per il secondo e terzo capitolo della trilogia di Ritorno al futuro (1988-1990) e la commedia nera La morte ti fa bella (1992), fotografati da Dean Cundey. Nel 1994, quando Zemeckis interrompe la collaborazione con quest'ultimo, si rivolge quindi a Burgess, a cui aveva già affidato le immagini di un episodio del film televisivo Incubi, per occuparsi della fotografia del suo successivo lungometraggio, Forrest Gump. Il film si rivela un enorme successo, campione di incassi stagionale e vincitore di sei Premi Oscar, e vale a Burgess le candidature all'Oscar alla migliore fotografia, al premio dell'American Society of Cinematographers e al premio BAFTA. In seguito lavorano insieme nel 1997 per il fantascientifico Contact, nel 2000 per  il thriller psicologico Le verità nascoste e Cast Away, film girato quasi esclusivamente in esterni per la cui fotografia Burgess riceve candidature ai premi di diverse associazioni di critica cinematografica, e infine nel 2004 la loro prima esperienza con l'animazione digitale, Polar Express.

## Filmografia

### Direttore della fotografia
- Superstunt II, regia di Max Kleven (1980) (TV)
- Ruckus, regia di Max Kleven (1981)
- Ansia di libertà (Fury to Freedom), regia di Erik Jacobson (1985)
- Playboy: Bedtime Stories, regia di Robert C. Hughes e Anthony Spinelli (1987) (video)
- Il sergente di fuoco (Death Before Dishonor), regia di Terry Leonard (1987)
- Summer Camp Nightmare, regia di Bert L. Dragin (1987)
- J.J. Stryker (The Night Stalker), regia di Max Kleven (1987)
- Too Young the Hero, regia di Buzz Kulik (1988) (TV)
- Gli angeli dell'odio (World Gone Wild), regia di Lee H. Katzin (1988)
- Under the Boardwalk, regia di Fritz Kiersch (1989)
- Furia cieca (Blind Fury), regia di Phillip Noyce (1989)
- Oltre il ricordo (Breaking Point), regia di Peter Markle (1989) (TV)
- The Court-Martial of Jackie Robinson, regia di Larry Peerce (1990) (TV)
- Incubi (Two-Fisted Tales), episodio Yellow, regia di Robert Zemeckis (1992) (TV)
- Pioggia di soldi (Mo' Money), regia di Peter MacDonald (1992)
- Una strana coppia di svitati (Josh and S.A.M.), regia di Billy Weber (1993)
- Forrest Gump, regia di Robert Zemeckis (1994)
- Richie Rich - Il più ricco del mondo (Richie Rich), regia di Donald Petrie (1994)
- Forget Paris, regia di Billy Crystal (1995)
- Conflitti del cuore (The Evening Star), regia di Robert Harling (1996)
- Contact, regia di Robert Zemeckis (1997)
- Le verità nascoste (What Lies Beneath), regia di Robert Zemeckis (2000)
- Cast Away, regia di Robert Zemeckis (2000)
- Spider-Man, regia di Sam Raimi (2002)
- Terminator 3 - Le macchine ribelli (Terminator 3: Rise of the Machines), regia di Jonathan Mostow (2003)
- Mi chiamano Radio (Radio), regia di Mike Tollin (2003)
- 30 anni in 1 secondo (13 Going on 30), regia di Gary Winick (2004)
- Polar Express (The Polar Express), regia di Robert Zemeckis (2004)
- Fuga dal Natale (Christmas with the Kranks), regia di Joe Roth (2004)
- 8 amici da salvare (Eight Below), regia di Frank Wilson Marshall (2006)
- La mia super ex-ragazza (My Super Ex-Girlfriend), regia di Ivan Reitman (2006)
- The Trap, regia di Rita Wilson (2007) - cortometraggio
- Come d'incanto (Enchanted), regia di Kevin Lima (2007)
- Tutti pazzi per l'oro (Fool's Gold), regia di Andy Tennant (2008)
- Alieni in soffitta (Aliens in the Attic), regia di John Schultz (2009)
- Codice Genesi (The Book of Eli), regia di Albert e Allen Hughes (2010)
- Source Code, regia di Duncan Jones (2011)
- Priest, regia di Scott Stewart (2011)
- I Muppet (The Muppets), regia di James Bobin (2011)
- Flight, regia di Robert Zemeckis (2012)
- 42 - La vera storia di una leggenda americana (42), regia di Brian Helgeland (2013)
- Muppets 2 - Ricercati (Muppets Most Wanted), regia di James Bobin (2014)
- The Conjuring - Il caso Enfield (The Conjuring 2), regia di James Wan (2016)
- Monster Trucks, regia di Chris Wedge (2017)
- Allied - Un'ombra nascosta (Allied), regia di Robert Zemeckis (2016)
- Wonder, regia di Stephen Chbosky (2017)
- Aquaman, regia di James Wan (2018)
- Qualcuno salvi il Natale (The Christmas Chronicles), regia di Clay Kaytis (2018)
- Le streghe (The Witches), regia di Robert Zemeckis (2020)
- Qualcuno salvi il Natale 2, regia di Chris Columbus (2020)
- Pinocchio, regia di Robert Zemeckis (2022)
- Aquaman e il regno perduto, regia di James Wan (2023)
- A Family Affair, regia di Richard LaGravenese (2024)
- Il club dei delitti del giovedì, regia di Chris Columbus (2025)

### Direttore della fotografia (seconda unità)
- Sheena, regina della giungla (Sheena), regia di John Guillermin (1984)
- A 30 secondi dalla fine (Runaway Train), regia di Andrej Končalovskij (1985)
- Dove l'erba si tinge di sangue (Quiet Cool), regia di Clay Borris (1986)
- Bambola meccanica mod. Cherry 2000 (Cherry 2000), regia di Steve De Jarnatt (1987)
- Un folle trasloco (Moving), regia di Alan Metter (1988)
- Una fortuna da morire (Lucky Stiff), regia di Anthony Perkins (1988)
- Ritorno al futuro - Parte II (Back to the Future Part II), regia di Robert Zemeckis (1989)
- Ritorno al futuro - Parte III (Back to the Future Part III), regia di Robert Zemeckis (1990)
- La recluta (The Rookie), regia di Clint Eastwood (1990)
- Nient'altro che guai (Nothing But Trouble), regia di Dan Aykroyd (1991)
- Fuoco assassino (Backdraft), regia di Ron Howard (1991)
- Rumori fuori scena (Noises Off...), regia di Peter Bogdanovich (1992)
- Batman - Il ritorno (Batman Returns), regia di Tim Burton (1992)
- La morte ti fa bella (Death Becomes Her), regia di Robert Zemeckis (1992)

### Altro
- Compleanno di sangue (Happy Birthday to Me), regia di J. Lee Thompson (1981) (operatore alla macchina della seconda unità)
- Hot Dog... The Movie, regia di Peter Markle (1984) (operatore alla macchina della seconda unità)
- Su e giù per i Caraibi (Hot Pursuit), regia di Steven Lisberger (1987) (operatore alla macchina)
- Keeper of the City, regia di Bobby Roth (1991) (TV) (operatore alla macchina)
- Tracce di rosso (Traces of Red), regia di Andy Wolk (1992) (fotografo aggiuntivo)
- Decisione critica (Executive Decision), regia di Stuart Baird (1996) (fotografo aggiuntivo)
- Deep Impact, regia di Mimi Leder (1998) (fotografo aggiuntivo)
- The Bourne Identity, regia di Doug Liman (2002) (fotografo aggiuntivo)